# Pour déjouer l'ennui
Albums de Pierre Lapointe
Ton corps est déjà froid
(2018)
Pour déjouer l'ennui est le dixième album studio du chanteur canadien Pierre Lapointe, publié par Audiogram et Columbia Records France le 18 novembre 2019. Il s'agit de la dernière partie d'une trilogie d'albums pour Lapointe et a été produit par Albin de la Simone. L'album a été présenté lors d'une représentation au Club Soda à Montréal le 15 octobre 2019.

## Processus d'écriture
Lapointe a déclaré a Apple Music qu'il voulait « recréer le concept d'un feu de camp » et faire un album qui était « un peu plus doux, sans piano, juste des instruments à cordes, quelques percussions, mais pas beaucoup ». Il a aussi décrit l'album comme une « collection de berceuses pour enfants qui ont grandi ».

## Titres
Toutes les chansons sont écrites et composées par Pierre Lapointe, sauf mention contraire.
| No  | Titre                                         | Auteur | Durée |
| --- | --------------------------------------------- | ------ | ----- |
| 1.  | Tatouage                                      |        | 2:59  |
| 2.  | La plus belle des maisons                     |        | 2:27  |
| 3.  | Pour déjouer l'ennui                          |        | 3:19  |
| 4.  | Un cœur qui saigne                            |        | 3:09  |
| 5.  | Le Monarque des Indes                         |        | 2:50  |
| 6.  | Amour bohême                                  |        | 2:25  |
| 7.  | Amour ou songe                                |        | 2:51  |
| 8.  | Dis-moi je ne sais pas                        |        | 3:25  |
| 9.  | Je connais le chemin                          |        | 2:43  |
| 10. | Vivre ma peine                                |        | 2:23  |
| 11. | Qu'est-ce qu'on y peut ? (avec Clara Luciani) |        | 2:58  |
| 12. | Vendredi 13                                   |        | 2:59  |

## Classements des ventes
| Pays   | Meilleure position |
| ------ | ------------------ |
| Canada | 11                 |
| France | 129                |